# Defensa activa
En deportes de combate, se dice de una "actividad" que tiene por objetivo evitar de soportar la ofensiva del adversario y utilizar la acción ofensiva del adversario a su propio favor, al contrario a una defensa llamada "clásica" que se satisface simplemente de defender. Según el proverbio: "la mejor defensa es el ataque". Por ejemplo: "A" asesta un golpe de parada cuando su adversario se acerca.  
"Defensa activa" es una expresión utilizada por algunos expertos de deportes de combate para designar una forma de defensa diferente a ella llamada "clásica" (Por ejemplo: bloqueo o  evitación). Como su calificativo indica, ella se demostra por un "actividad" dirigida a la ofensiva del adversario. Tiene por objetivo la utilización del acción del adversario a su propio favor, en lugar de satisfacerse simplemente de defender.   
¿Cuál es la diferencia de una "defensa clásica"? Sobre todo, se trata de hacer que la ofensiva del adversario haga lo menos de daños posibles y, de otra parte, de utilizar la actividad del adversario para cumplir un contraataque eficaz esencialmente un golpe de contra.  
- 1/ Le primera intención es tomar menos de daños posibles durante la defensa. Así las maneras usadas son poco costosas en traumatismos: bloqueo "absorbente" (absorción de golpe) y desviación del arma de ataque.

- 2/ El segundo objetivo es sacar provecho del ataque del adversario. Se distingue así dos maneras:   
  - La defensa ha de permitir de cumplir un contraataque. Por ejemplo, absorber el golpe y contraatacar o desviar el arma y desequilibrar el adversario al mismo tiempo para contraatacar ventajosamente,
  - La defensa basaría sobre lo atacar, es decir pasar a ofensiva durante la iniciativa del adversario, o en le adelanto del oponente o en su ataque propiamente llamado. Hay, aquí, una estrategia próxima del golpe de contra. Por ejemplo, perturbar el adversario en acercarse o en desarrollar su ataque, con ayuda de un golpe en la eje directa.

## Ilustración enboxeo

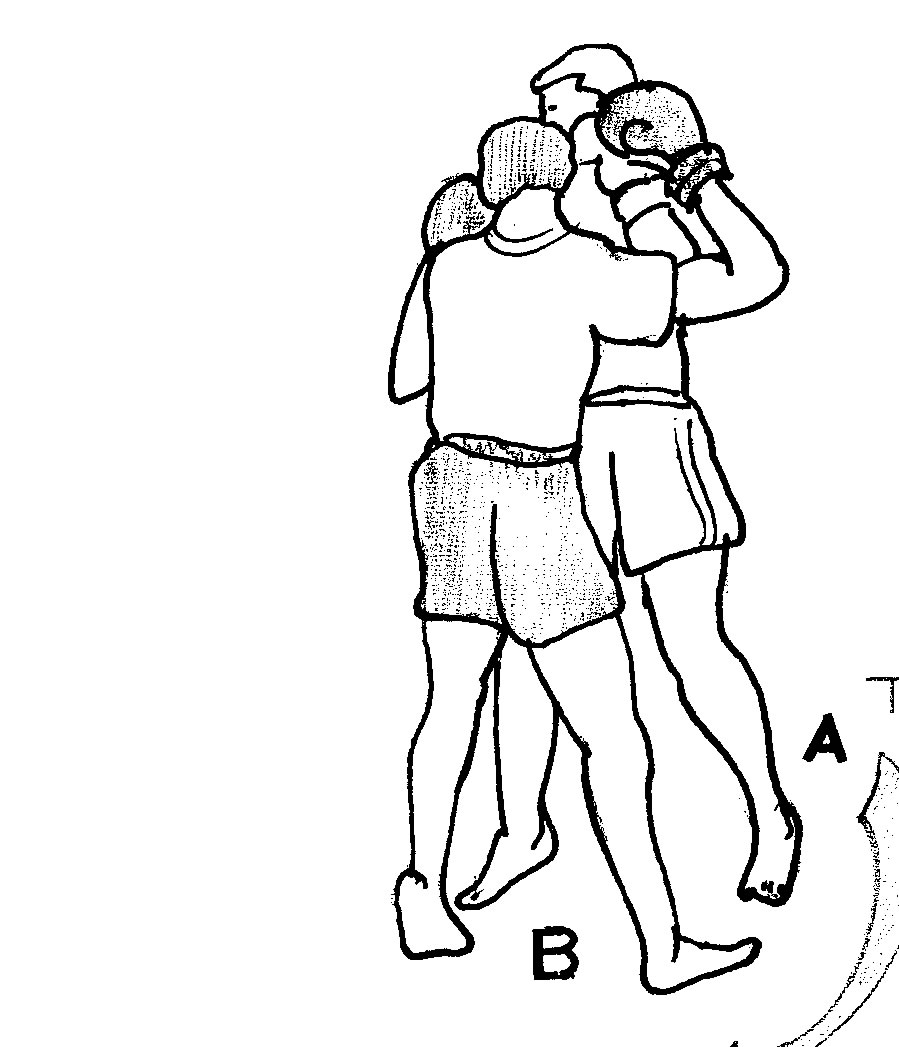
"A" es venido a adherirse contra el oponente para perturbar de se desenrollar
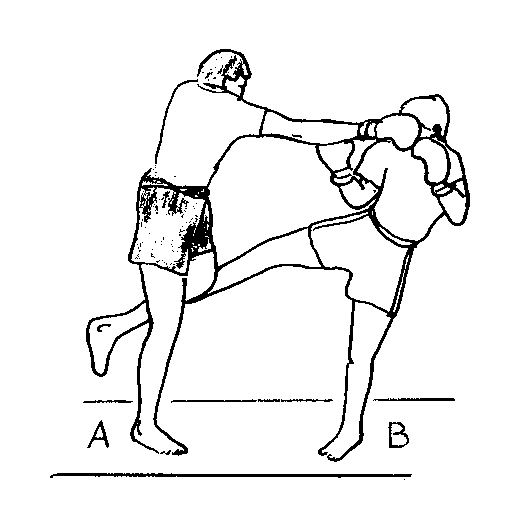
Absorción de una patada baja (low kick) juntada con una contra en directo buceando
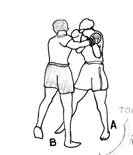
"A" ha rompido la distancia para perturbar el desarrollo del gancho del adversario
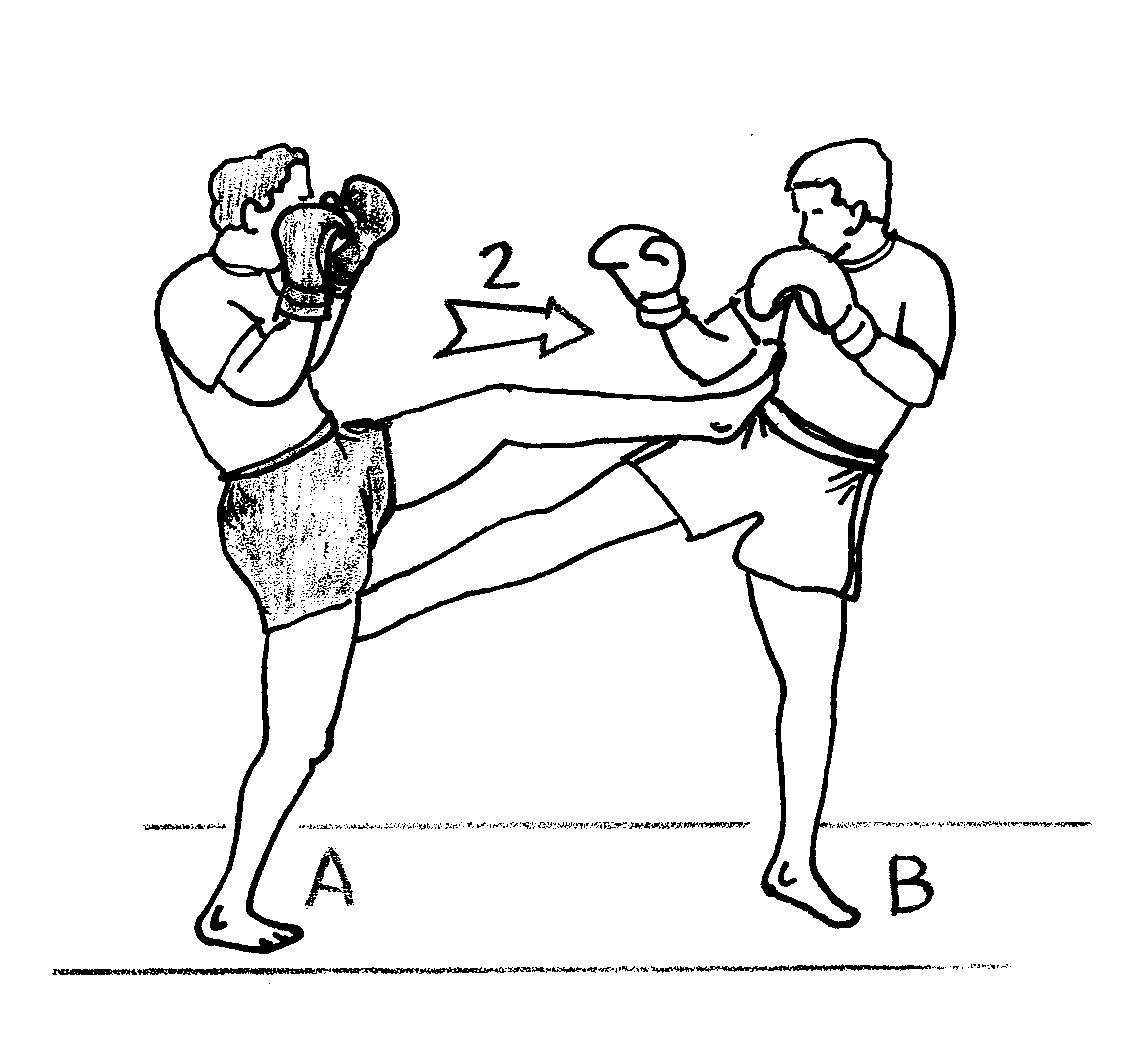
golpe de parada durante el adelanto del adversario

- Datos: Q196063